# Albrecht Minsterberský
Albrecht Minsterberský (2. srpna 1468 Kunětická hora – 12. července 1511 Prostějov) byl kníže minsterberský a olešnický pocházející z rodu českého krále Jiřího z Poděbrad.

## Životopis
Jeho otcem byl Jindřich I. Starší, syn Jiřího z Poděbrad a matkou byla Uršula Braniborská. V roce 1472 domluvil jeho otec sňatek s Barborou Olešnickou, která byla dcerou olešnického knížete Konráda IX. Dohoda o sňatku obsahovala úmluvu o odkoupení Konrádových hornoslezských území za 9000 zlatých. Manželství mělo podpořit budoucí nároky Minsterberků na Olešnické knížectví, jelikož Konrád neměl mužského dědice. Celá dohoda ale byla zhacena českým a uherským králem Matyášem Korvínem, který zmíněné hornoslezské državy zabral pro svého syna Jánoše. V knížectvích olešnickém a minsterberském (někdy dohromady uváděno jako Minsterbersko-olešnické knížectví) vládl formálně spolu se svými bratry Karlem I. a Jiřím.
Pravděpodobně v roce 1488 se oženil s Salomenou Hlohovsko-Zaháňskou, která byla dcerou zaháňského knížete Jana II. Šíleného. Spolu měli dceru Voršilu, která se vdala za nejvyššího kancléře Českého království Jindřicha Švihovského z Rýzmberka na Rábí. V roce 1501 prodal spolu se svými bratry i přes odpor českých stavů Kladsko za 70 000 rýnských zlatých rakouskému hraběti Oldřichovi z Hardeka, který si později vzal za manželku jeho sestru Sidonií. V roce 1502 zemřel jeho bratr Jiří a o vládu se tak dělil jen s bratrem Karlem. V roce 1509 zastavili Minsterbersko opolskému knížeti Janovi. Knížectví se do rukou Minsterberků vrátilo až v roce 1532.